# Dodo, l'enfant do

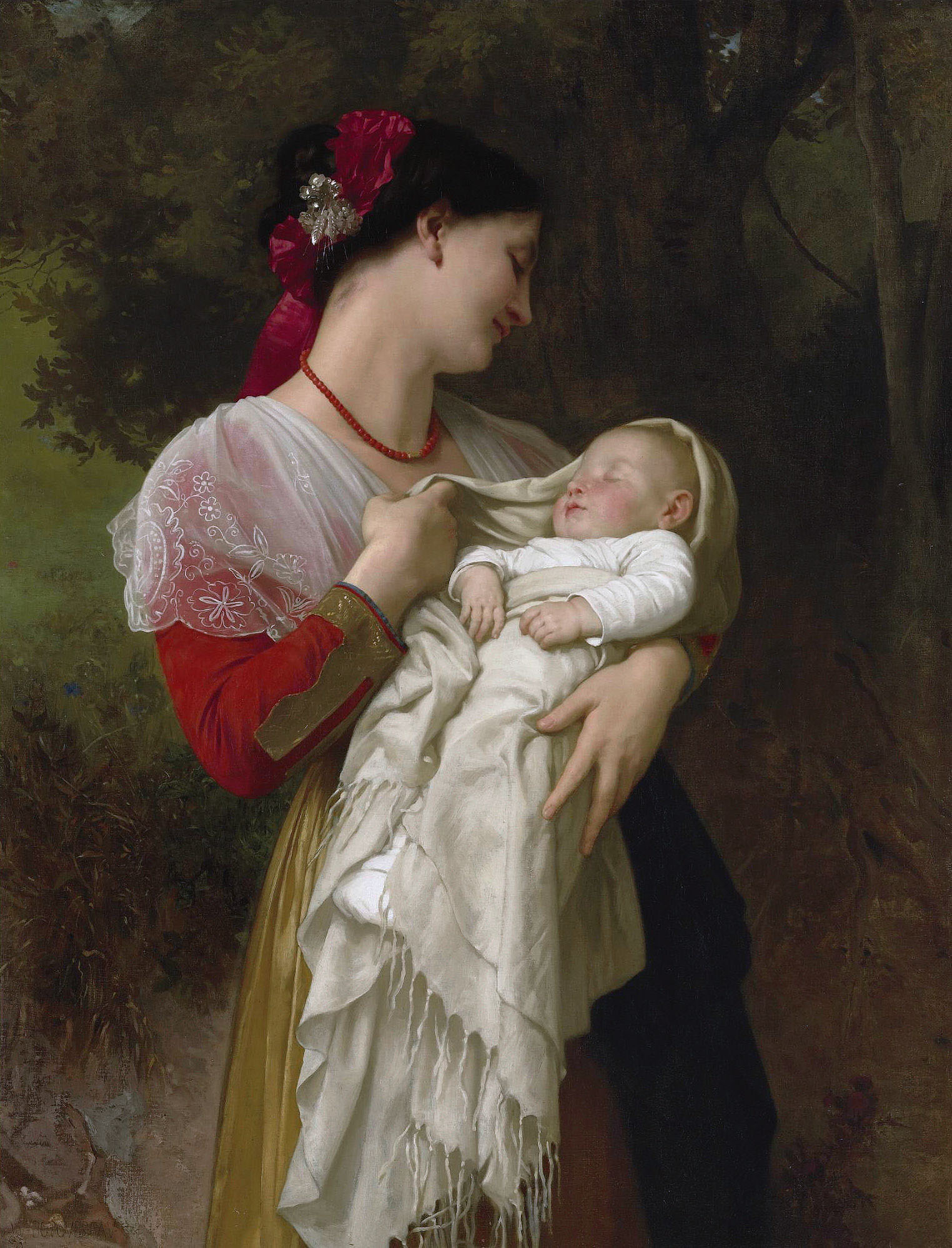
Tableau de William-Adolphe Bouguereau (1869).

Dodo, l'enfant do est une berceuse enfantine en langue française.

## Histoire
Dodo, l'enfant do est la plus courte des berceuses françaises mais dont la musique est la plus ancienne : elle reproduit un ancien carillon qui était sonné pour l'Angélus. Le violoniste du roi Leclerc l'harmonisa en 1758 pour en faire une contredanse. Cet air fut sans doute apprécié des nourrices et devint alors une berceuse.

## Refrain
Le texte de la berceuse est :
Dodo, l'enfant do

L'enfant dormira bien vite

Dodo, l'enfant do

L'enfant dormira bientôt.
Ce dernier vers étant quelquefois écrit, au XIXe siècle : « L'enfant dormira tantôt ».

## Variante
Plusieurs variantes existent.
Do, do, l'enfant do

L'enfant dormira bien vite

Do, do, l'enfant do

L'enfant dormira bientôt

Une poule blanche

Est là dans la grange

Qui va faire un petit coco

Pour l'enfant

Qui va faire dodo

Dors ma poulette

Dors mon poulot

Do, do, l'enfant do

L'enfant dormira tantôt

Do, do, l'enfant do

L'enfant dormira tantôt
Texte établi par Jean-Baptiste Weckerlin dans ses recueils de chansons populaires sur les titres constituant traditionnellement un répertoire pour les enfants.

## Reprises et citations
Cette comptine a été interprétée par plusieurs artistes [réf. souhaitée].
Claude Debussy cite discrètement la comptine dans Jimbo's Lullaby, deuxième pièce de la suite Children's Corner dédiée à sa fille et éditée en 1908. En 1913, Louis Vierne s'inspire de cet air pour sa Berceuse, une de ses vingt-quatre pièces en style libre pour orgue ou harmonium.
Une reprise avec une autre lecture est faite par Stromae, dans son album Cheese, en 2010. Il insère cette comptine dans un de ses textes, un titre intitulé Dodo, qui évoque les maltraitances commises par un mari violent dans sa famille, envers la femme et l'enfant,.